# کارپ خاچوانیان
کارپ "کاراپت" مکرتچی خاچوانیان (انگلیسی: Karp "Karapet" Mkrtchi Khachvankyan; انگلیسی: Կարպ Խաչվանքյան) یک بازیگر و کارگردان اهل ارمنستان است.

## زندگی‌نامه
از سال ۱۹۴۱ تا ۱۹۴۴ وی در کالج هنرپیشگی استودیو فیلم تفلیس تحصیل نمود. از سال ۱۹۴۱ تا زمان درگذشتش به عنوان بازیگر در تئاتر کمدی موزیکال پارونیان ایروان فعالیت نمود. وی در بیش از ۱۰۰ نقش حضور یافت. وی به عنوان «بازیگر مردمی ارمنستان» در سال ۱۹۶۷ برگزیده شد.

## گزیده فیلمشناسی
از فیلم‌ها یا برنامه‌های تلویزیونی که وی در آن نقش داشته‌است می‌توان به جاده‌ای به‌سوی سیرک (۱۹۶۳)، برای شرف (۱۹۵۶)، دختر دشت آرارات (۱۹۴۹) اشاره کرد.

## نگارخانه

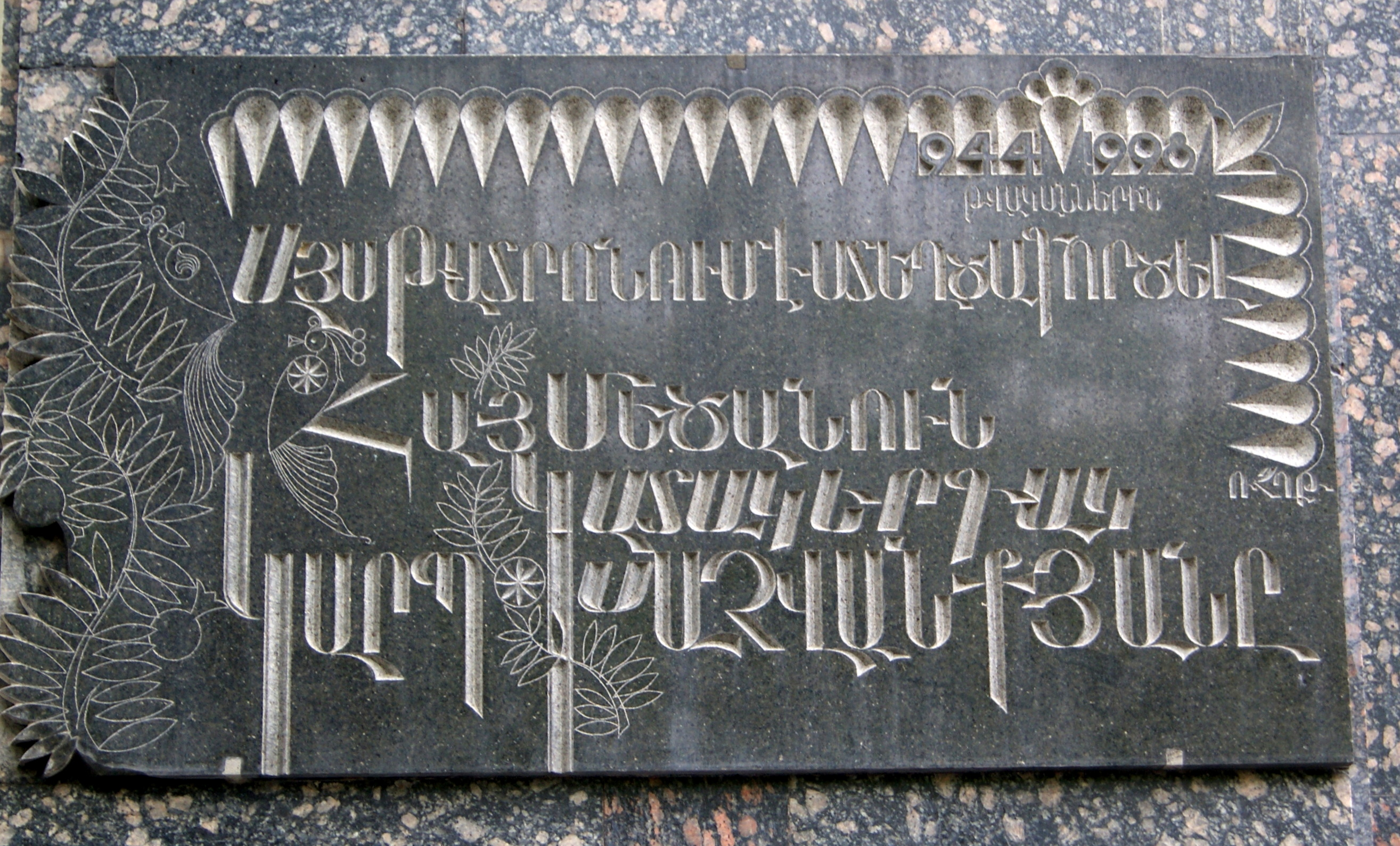
پلاک کارپ خاچوانیان